# Вис, Юдит
Юдит Вис (нидерл. Judith Vis, 21 июня 1980, Роттердам) — нидерландская бобслеистка, разгоняющая, выступает за сборную Нидерландов с 2009 года. Обладательница бронзовой медали чемпионата Европы, неоднократная победительница и призёрша национальных первенств, различных этапов Кубка мира и Европы, участница зимних Олимпийских игр в Сочи. Прежде чем перейти в бобслей, занималась семиборьем.

## Биография
Юдит Вис родилась 21 июня 1980 года в городе Роттердам, провинция Южная Голландия. Начинала спортивную карьеру в лёгкой атлетике, на профессиональном уровне занималась семиборьем, выиграла несколько медалей на местных первенствах, однако на международной арене добиться сколько-нибудь значимых достижений не смогла. В 2009 году решила попробовать себя в бобслее, в качестве разгоняющей прошла отбор в национальную сборную и стала ездить на крупные международные старты, порой показывая довольно неплохие результаты. В ноябре 2010 года поучаствовала в заездах Кубка Северной Америки, на трассе американского Парк-Сити взяла со своим двухместным экипажем серебряную и золотую медали. Тогда же дебютировала в Кубке мира, заняв на этапе в канадском Уистлере седьмое место.
В феврале 2011 года Вис завоевала свою первую медаль с Кубка мира, серебряную, это произошло на этапе в итальянской Чезане, спортсменка выступала в паре с опытной рулевой Эсме Кампхёйс. На последовавшем чемпионате мира в Кёнигсзее они заняли шестое место, и это лучший результат для нидерландских бобслеисток на данных соревнованиях; кроме того, их экипаж получил бронзу за участие в чемпионате Европы. В сезоне 2012/13 Вис продолжает выступать на самом высоком уровне, на этапах мирового кубка почти всегда попадает в десятку сильнейших. В 2014 году побывала на Олимпийских играх в Сочи, где финишировала четвёртой в программе женских двухместных экипажей.